# Île Madame
Het Île Madame is een eiland voor de Franse kust. Het is een van de vier eilanden van de Charente-Maritime, naast het Île d'Oléron, het Île de Ré en het Île d'Aix. Van deze vier is het het enige dat hoort bij een op het vasteland liggende gemeente, met name Port-des-Barques. Bij lage tij is het met het vasteland verbonden door een weg van zand en stenen, de Passe aux Bœufs ("koeiengang"). Als de weg bij hoogtij onder water loopt, is het weer twaalf uur wachten.
Het Île Madame is ook het kleinste van de vier genoemde eilanden, amper één kilometer bij 600 meter.
Het eiland zou zijn naam ontlenen aan Anne de Rohan de Soubise, maîtresse van Lodewijk XIV, ofwel aan de abdis van de abdij aux Dames van Saintes die vóór de Franse Revolutie de titel van Vrouwe of Madame de Saintes voerde. Tijdens de revolutie werd het eiland L'île Citoyenne genoemd. De mensen noemen het ook het Île de la Garenne, ongetwijfeld omwille van de vele konijnen die er wonen.
In 1794 werden 254 overleden katholieke priesters in een massagraf begraven op Île Madame. Zij hadden geweigerd de eed van haat af te leggen en werden gevangen gehouden in Rochefort. Daar stierven in totaal 547 priesters door ondervoeding, slechte behandeling en ziekten. Jaarlijks wordt in augustus een bedevaart gehouden naar het Île Madame vanuit het bisdom Luçon.

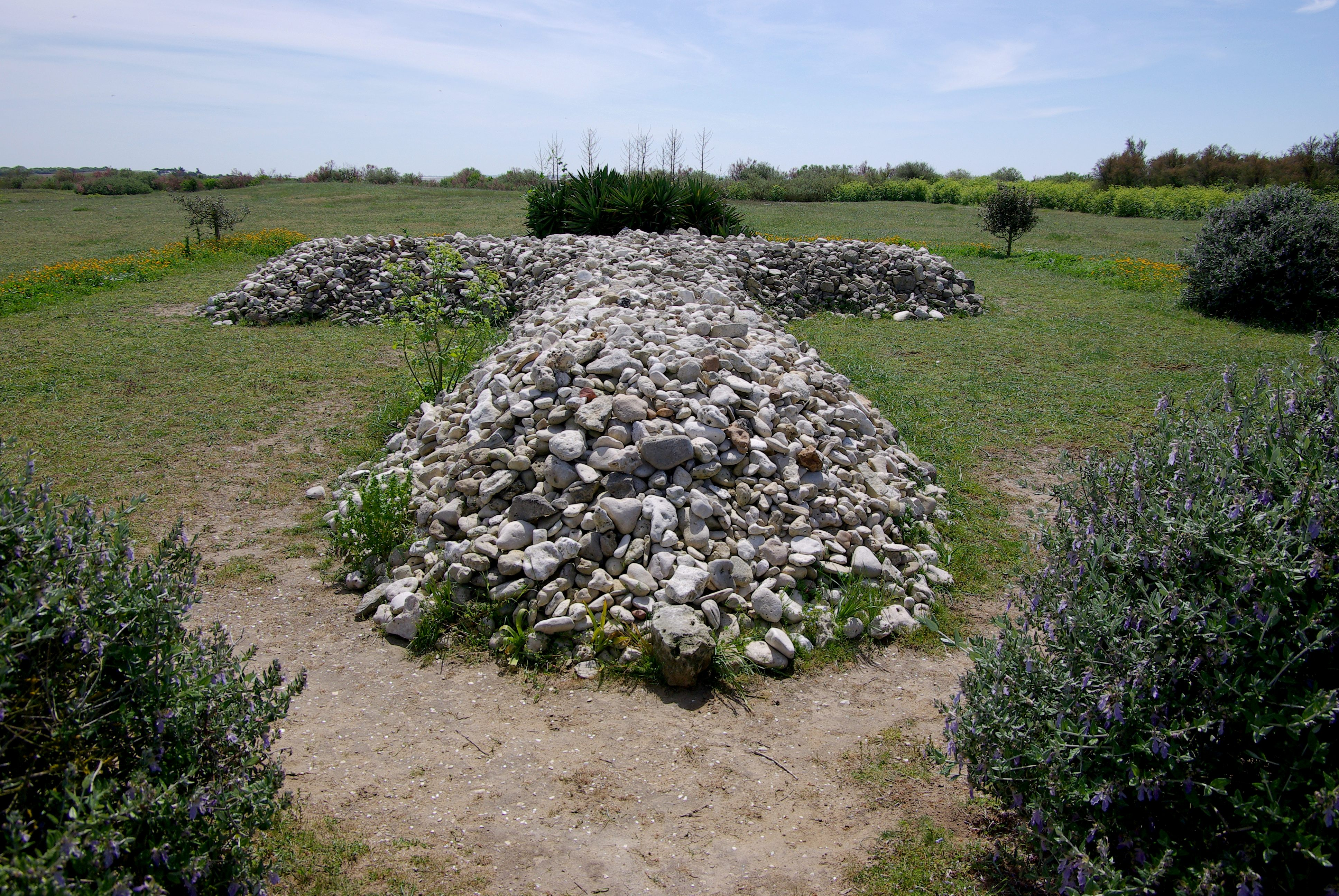
Het Croix de Galets, een gedenkteken voor de gestorven priesters die op het Île Madame werden begraven